# Toyoura, Hokkaidō
Toyoura (豊浦町 Toyoura-chō) là thị trấn thuộc huyện Abuta, phó tỉnh Iburi, Hokkaidō, Nhật Bản. Tính đến ngày 1 tháng 10 năm 2020, dân số ước tính thị trấn là 3.821 người và mật độ dân số là 16 người/km2. Tổng diện tích thị trấn là 233,54 km2.